# Mônica Francisco
Mônica Santos Francisco (Rio de Janeiro, 20 de maio de 1970), é uma cientista social, pastora, feminista, militante dos direitos humanos, comunicadora popular e política brasileira, filiada ao Partido dos Trabalhadores. Foi assessora da vereadora Marielle Franco.

## Formação e Entrada à Política Institucional
Ingressou em 2008 na UERJ para cursar Ciências Sociais. Foi por intermédio do Instituto Brasileiro de Análises Sociais e Econômicas (Ibase) que conheceu Marcelo Freixo, então pesquisador da ONG Justiça Global. Durante o mandato, acompanhou o trabalho de Marielle, então assessora de Freixo.
Com o advento das Unidades de Polícia Pacificadora e a ocupação do Borel, em 2010, é fundadora da Rede de Instituições do Borel, com o intuito de articular as organizações para dialogar em pé de igualdade com as forças policiais e outras organizações do Estado que chegavam ao território. A Rede foi pioneira e impulsionou metodologias de diálogo utilizadas mais tarde pela UPP Social. Em 2011 organiza o Ocupa Borel, ato cultural em resposta ao toque de recolher impetrado pela UPP na favela. O evento inspirou o Ocupa Alemão, que gerou muitos outros coletivos ativistas no conjunto de favelas da Zona Norte do Rio. 
Participante recorrente do Fórum Nacional, organizado pelo Instituto Nacional de Altos Estudos, liderado pelo ex-ministro João Paulo dos Reis Velloso.É uma das colaboradoras do Plano de Favelas, tendo participado de diversas edições, é autora dos artigos: Mulher, Participação e Favela ; Rede Social Borel ; Ainda batalhando pelo Rio e para todos (as): a construção do Plano de Desenvolvimento para as Favelas e Oportunidade não se dá, se cria , publicados nos anais dos eventos.
Em 2012 é convidada pelo Consulado dos Estados Unidos no Rio de Janeiro para o Programa Internacional de Visitantes, realizado pelo Departamento de Estado Americano. Em 2013 começa a trabalhar no desenvolvimento do projeto Mulheres em Rede, patrocinado pela Petrobrás em parceria com a Asplande. O Projeto tem como objetivo apoiar iniciativas protagonizadas por mulheres moradoras desses territórios através da economia solidária, estimulando o desenvolvimento econômico bem como a participação crítica das mesmas na construção de uma sociedade justa e igualitária. Neste mesmo ano a Comunidade Apostólica Cristã Gileade, igreja que pastoreia começa a ser organizada na Tijuca.
Em 2014 se torna colunista do Jornal do Brasil online, na coluna Comunidade em Pauta, espaço que ocupou até o final de 2017 dando visibilidade aos temas que permeiam o cotidiano das mulheres negras, faveladas e das relações com a sociedade e os direitos daqueles que vivem nas favelas e periferias do Rio de Janeiro. No final de 2016, recebe o convite de Marielle Franco para integrar a equipe da Mandata da vereadora. Integrante da equipe de favelas, colaborou com a construção do 1º Encontro Direito à Favela, na Maré. Em 2017 torna-se apresentadora do programa “Palavra de Mulher”, do Portal Mulheres em Rede, também disponível no Youtube. Participa da Conferência Internacional “Fronteiras do Genocídio” e do 14º Encontro Feminista Latino Americano e Caribenho no Uruguai.
Em 2018 é uma das fundadoras e professoras do curso de extensão “Me Representa” sobre marcas e representatividade da Escola Superior de Propaganda e Marketing (ESPM). É fundadora da Rede de Instituições do Borel e do Grupo Arteiras. Foi colunista do Jornal do Brasil online, pesquisadora do Laboratório Territorial de Manguinhos e consultora da ONG Asplande no projeto Mulheres em Rede. Disputou as eleições de 2018 incentivada por Marielle Franco, a decisão final ocorreu após o assassinato da vereadora.
Acabou eleita pela coligação PSOL/PCB com 40 mil votos.

## Trabalho na Política
No trabalho dela, Francisco tentou apoiar as comunidades carentes do Brasil. Desde que assumiu a posição dela, ela serviu nas seguintes comissões:
· Presidente da Comissão de Trabalho, Legislação e Seguridade Social
· Vice-presidente da Comissão de Combate às Discriminações e Preconceitos de Raça, Cor, Etnia, Religião e Procedência Nacional
· Vice-presidente da Comissão Parlamentar de Inquérito do Feminicídio
· Membros das Comissões de Saúde, de Segurança Alimentar, de Assuntos Municipais e de Mulheres
· Suplente das comissões de Constituição e Justiça, de Direitos Humanos, de Agricultura, Pecuária e Políticas Rural, Agrária e Pesqueira, da Criança e do Adolescente.
Ela trabalhou para garantir os direitos das trabalhadoras domésticas, para dar cuidados de saúde às mulheres na comunidade LQBTQ, e para promover treinamento anti-racismo para funcionários do governo.
Ela também liderou a luta contra a pandemia COVID-19 no Brasil de maneira justa e equitativa, para que brasileiros pobres que vivem em favelas também tenham acesso a cuidados de saúde. Adicionalmente, ela lidera e participa de webinars públicos sobre questões e projetos importantes de seu trabalho. Isso incluiu uma discussão sobre as trabalhadoras domésticas que perderam seus empregos durante a pandemia. Ela também aprovou uma lei que exige que os edifícios residenciais e comerciais tenham anúncios sobre os serviços disponíveis para mulheres que estão sofrendo por causa de violência doméstica durante a pandemia.

## Desempenho Eleitoral
| Ano  | Eleição                     | Candidata a       | Partido | Coligação                        | Votos  | %     | Resultado  | Ref    |
| ---- | --------------------------- | ----------------- | ------- | -------------------------------- | ------ | ----- | ---------- | ------ |
| 2018 | Estaduais no Rio de Janeiro | Deputada Estadual | PSOL    | Mudar é Possível (PSOL, PCB)     | 40.631 | 0,59% | Eleita     | [ 10 ] |
| 2022 | Estaduais no Rio de Janeiro | Deputada Estadual | PSOL    | Federação PSOL REDE (PSOL, REDE) | 23.831 | 0,28% | Não eleita |        |